# Azorella fuegiana
Azorella fuegiana är en flockblommig växtart som beskrevs av Carlos Luis Spegazzini. Azorella fuegiana ingår i släktet Azorella och familjen flockblommiga växter. Inga underarter finns listade i Catalogue of Life.